# HMS Manchester (15)
HMS Manchester (15) là một tàu tuần dương hạng nhẹ của Hải quân Hoàng gia Anh Quốc thuộc lớp Town (1936), từng phục vụ trong Chiến tranh Thế giới thứ hai và đã bị tàu phóng ngư lôi Ý đánh chìm tại Địa Trung Hải vào năm 1942.

## Thiết kế và chế tạo
Lớp tàu tuần dương Town bao gồm 10 chiếc được Hải quân Anh chế tạo trước Thế Chiến II, được thiết kế nhằm tuân thủ những hạn chế đặt ra bởi Hiệp ước Hải quân London năm 1930, có trọng lượng choán nước 11.930 tấn và tốc độ tối đa 32 knot (59 km/h). Chúng được trang bị dàn pháo chính 152 mm (6 inch); bao gồm ba lớp phụ riêng biệt, trong đó Manchester thuộc về lớp phụ thứ hai Gloucester. Nó được đặt lườn tại xưởng đóng tàu của hãng Hawthorn Leslie tại Hebburn vào ngày 28 tháng 3 năm 1936, được hạ thủy vào ngày 12 tháng 4 năm 1937 và được đưa ra hoạt động vào ngày 4 tháng 8 năm 1938.

## Lịch sử hoạt động

### Các hoạt động ban đầu
Manchester đang phục vụ tại Đông Ấn trong thành phần Hải đội Tuần dương 4 vào lúc Chiến tranh Thế giới thứ hai nổ ra, nhưng nhận được lệnh quay trở về nhà, và đã về đến Anh Quốc vào ngày 25 tháng 11 năm 1939. Sau đó nó phục vụ cùng với Hạm đội Nhà tại Scapa Flow trong vai trò tuần tra tại vùng biển phía Bắc, và đã tiến hành chiếm giữ chiếc tàu buôn Đức SS Wahehe vào ngày 21 tháng 2 năm 1940. Nó tham gia hoạt động tác chiến đầu tiên trong Chiến dịch Na Uy bất hạnh vào năm 1940, rồi sau đó đặt căn cứ tại Humber thực hiện nhiệm vụ tuần tra chống xâm nhập, nhưng vào ngày 15 tháng 9 đã lên đường đi đến Địa Trung Hải tham gia Chiến dịch Collar. Vào năm 1940, cùng với các tàu chiến Hải quân Anh khác, Manchester đã đối đầu với một hải đội tuần dương Ý trong trận chiến mũi Spartivento.

### Bismarckvà Địa Trung Hải

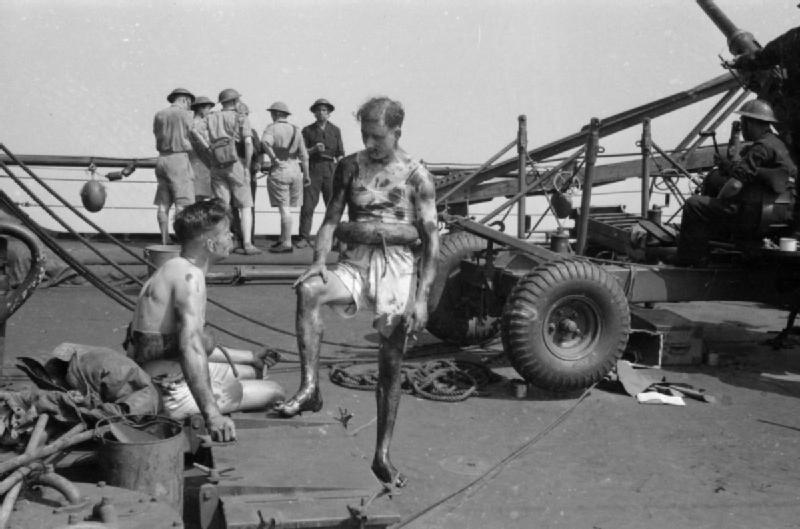
Thủy thủ ngâm mình trong dầu cặn đang hít khí trời trong lành trên sàn tàu Manchester sau khi được cứu từ hầm bên dưới; một trong số họ mặc áo phao cứu sinh. Manchester bị hư hại bởi ngư lôi ném từ máy bay nhưng không bị đánh chìm

Manchester quay trở về Anh Quốc vào ngày 13 tháng 12 năm 1940, và trải qua một đợt tái trang bị trong bốn tháng đầu của năm 1941; sau đó nó tuần tra trong eo biển Đan Mạch vào lúc diễn ra Chiến dịch Rheinübung, chuyến vượt ra Đại Tây Dương của thiết giáp hạm Đức Bismarck. Đến tháng 7, nó quay trở lại Địa Trung Hải hộ tống cho một đoàn tàu vận tải quan trọng đi đến Malta, nhưng vào ngày 23 tháng 7, Manchester bị đánh trúng một quả ngư lôi ném từ máy bay vào đuôi tàu bên mạn trái và bị hư hại nặng. Việc sửa chữa tạm thời được thực hiện tại Gibraltar, và sau đó chiếc tàu tuần dương lên đường đi Philadelphia, Hoa Kỳ để sửa chữa toàn diện. Công việc này hoàn tất vào ngày 27 tháng 2 năm 1942, khi nó lên đường quay về Portsmouth, nơi những công việc sau cùng được hoàn tất vào cuối tháng 4. Khi quay trở lại phục vụ, nó gia nhập tại Scapa Flow trong tuần đầu tiên của tháng 5, rồi sau đó hộ tống các đoàn tàu vận tải đi đến Liên Xô và tăng cường lực lượng cho Spitsbergen. Đến tháng 8 nó quay trở lại khu vực Địa Trung Hải.

### Bị đánh chìm

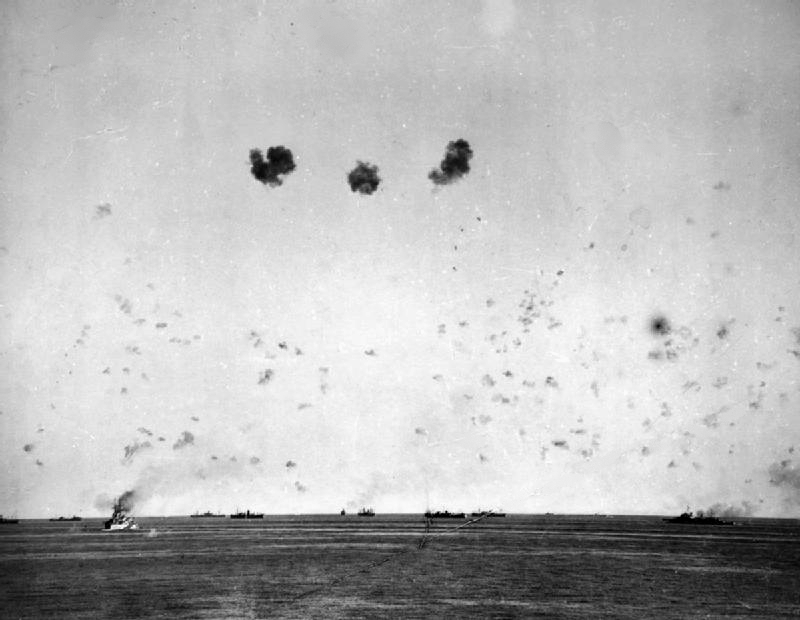
Chiến dịch Pedestal, 11 tháng 8. Cái nhìn toàn cục của đoàn tàu vận tải đang bị không kích cho thấy hàng rào hỏa lực cao xạ dày đặc của các tàu hộ tống; thiết giáp hạm HMS Rodney đang ở bên trái và HMS Manchester bên phải

Manchester đã tham gia vào Chiến dịch Pedestal, một hoạt động tiếp tế cho hòn đảo Malta đang bị bao vây, vốn đã làm tiêu hao một số tàu chiến, bao gồm việc mất chiếc tàu sân bay HMS Eagle. Vào ngày 13 tháng 8, nó trúng phải ngư lôi phóng từ hai tàu phóng lôi MAS Ý ngoài khơi Tunisia, làm thiệt mạng nhiều thành viên thủy thủ đoàn.[a] Thuyền trưởng con tàu, Đại tá Hải quân Harold Drew, quyết định đánh đắm con tàu đã bị hư hại nặng bằng các khối thuốc nổ. Manchester trở thành chiếc tàu chiến lớn nhất bị tàu phóng lôi đánh chìm trong Thế Chiến II.

## Diễn biến tiếp theo
Vị chỉ huy của Manchester, Đại tá Harold Drew, bị đưa ra xét xử trước tòa án binh do sự tin tưởng của Bộ Hải quân Anh rằng con tàu vẫn còn có thể điều khiển được và có khả năng đi đến một cảng trung lập. Thoạt tiên Đại tá Drew được gợi ý để tin rằng ông tham gia một cuộc điều tra, và chỉ vào giai đoạn cuối của cuộc xét xử ông mới biết được mình bị truy tố vì sơ suất bởi một tòa án quân sự. Ông bị xem là có lỗi, bị khiển trách và sa thải. Thực ra đây là một quyết định gây ra nhiều tranh cãi: con tàu đã bị hư hại nặng, và Thuyền trưởng lo ngại rằng con tàu, cùng với các bộ radar của nó, có thể lọt vào tay đối phương. Nhiều thành viên thủy thủ đoàn đã được một tàu chiến Đồng Minh giải cứu; tuy nhiên, nhiều người đã trở thành tù binh của phe Vichy tại Tunisia. Điều đáng nói là nhiều thủy thủ còn sống sót đã lên tiếng bênh vực cho Đại tá Drew cả về sự đánh giá tình hình lẫn quyết định đánh đắm con tàu, như một thủy thủ đã viết: "Chúng tôi chỉ còn lại 10-15% đạn dược, và con tàu bị nghiêng gần 45 độ với một động cơ bị phá hủy và chiếc kia không có nhiều hy vọng sẽ hoạt động trở lại. [Đại tá Drew] phải lựa chọn giữa khả năng đợi cho đến bình minh, hay phải cứu người của mình."
Vào năm 2002, Manchester trở thành đề tài của phim tài liệu "Running the Gauntlet" do kênh ITV thực hiện.
Vào năm 2009, người ta thực hiện thành công một chuyến lặn khảo sát xác tàu đắm của Manchester.